# メーターゲージ

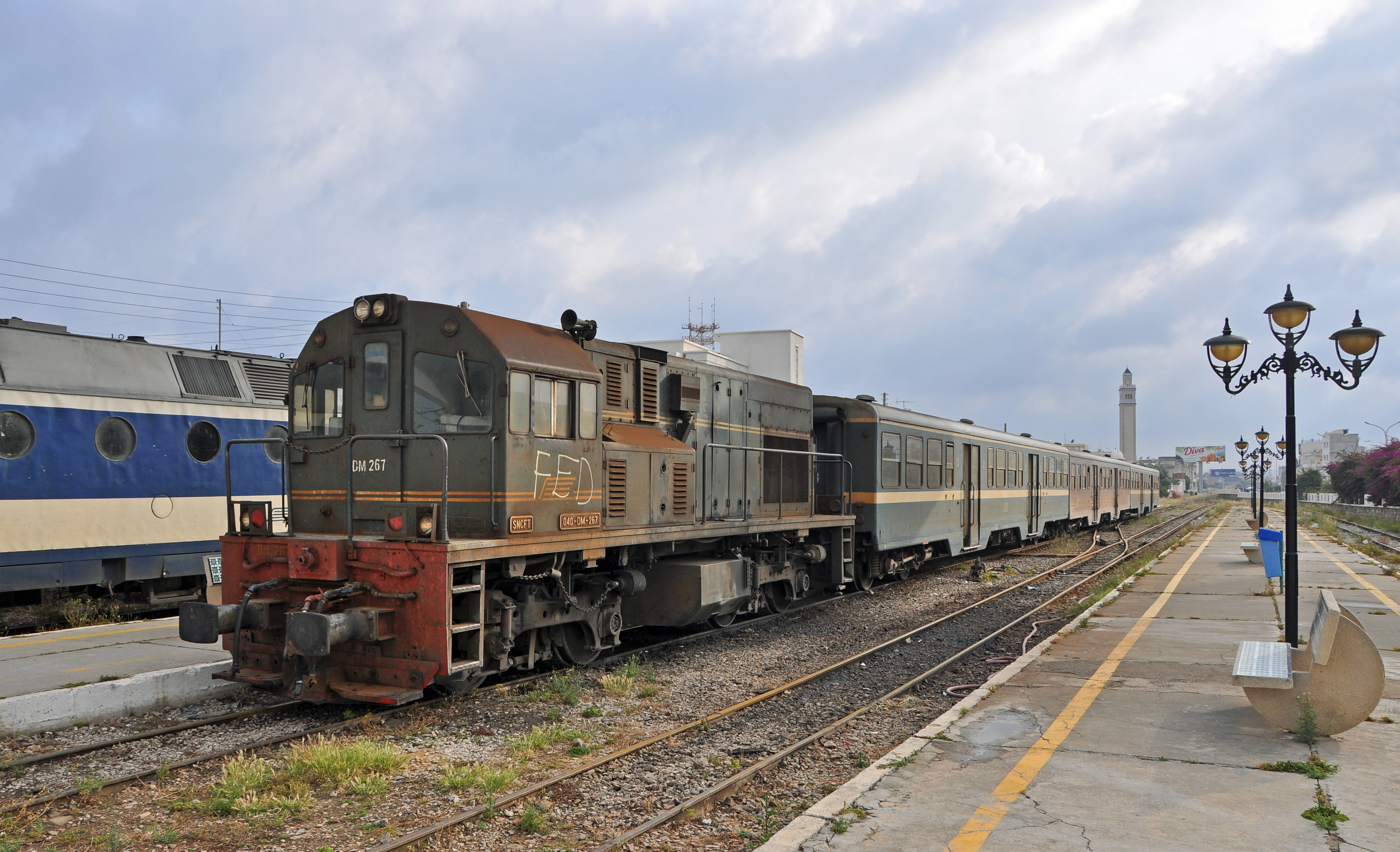
チュニジア鉄道のナブール駅にある列車

メーターゲージは、鉄道の路線の軌間が1000mm、すなわち1メートルである狭軌の一種であり、多くの国の鉄道の狭軌の標準として世界中で広く使用されている。
メーターゲージの鉄道ネットワークは、南アメリカ、フランス語圏のアフリカ、および東南アジアで見られる。ヨーロッパでは、これらの路線の多くが徐々に廃止されてきたが、スイスやスペインなどの国では、メータゲージによる鉄道ネットワークが長距離にわたって存在している。

## 歴史
現代の狭軌による鉄道路線は1860年代に始まり、狭軌の一種である1067mm（3フィート6インチ）軌間の鉄道は技師であったカール・アブラハム・ピルが設計し、ノルウェーで初めて建設された。その軌間の鉄道は、イギリスの鉱山会社の助けを借りて世界中の多くの国に広がった。たとえば、スペインでは、1867年にウエルバのサンファンデルプエルトに到達する鉄道が1067mm軌間で開通した。その後、アフリカ（南アフリカからスーダン、なお、南アフリカでは後にケープゲージと呼ばれるようになる）および東南アジアに存在したイギリスの植民地においてもその軌間による鉄道の建設が進められ、その地域の主要な軌間となった。
一方でフランスでは、狭軌の鉄道向けの軌間としてヤード・ポンド法ではなくメートル法を基準とした1000mm（＝1m）軌間が開発され、1880年に法律によって確立された 。これにより、アフリカ中央部（セネガルからコートジボワールまで）、マダガスカル、インドシナのフランスの植民地では、1000mm軌間による鉄道建設が進められた。ドイツは、先行したフランスの例に従い現在のカメルーンとタンザニアにまたがる鉄道をメーターゲージで建設した。
1853年に建設されたカルカジェントとアルシーラ間を結ぶ14.7kmは、スペインで初めてメーターゲージを採用した鉄道となった。1880年代後半には、狭軌の鉄道は1000mmか、または1067mmかの選択にゆれていた。1889年末までに、既に600kmを超える狭軌の鉄道が運行しており（ほとんどすべてがメーターゲージ）、スペインの鉄道ネットワークは1,300km強に達していた 。
ヨーロッパでは、現在、広範囲のメーターゲージによる鉄道ネットワークがスイス、スペイン北部、および多くの都市の路面電車で運行されているが、フランス、ドイツ、ベルギーでは、ほとんどの路線が20世紀半ばに廃止された。

## 使用
メーターゲージは、世界中で、95000kmの路線で使用されている。一部の統計では、1067mmなどの類似の軌間をメーターゲージに含めている。
これらの類似の軌間も合わせると、20世紀の終わりの時点では、メーターゲージの路線長は、224000kmになり、世界のすべての鉄道システムの全体の長さの約20％にあたる。
|  |  |

## 導入例
| 国/地域          | 鉄道 |
| ---------------- | --- |
| アルゼンチン     | 11080 km ベルグラーノ将軍鉄道 |
| オーストリア     | - インスブルック市電 (運行中) - グムンデン市電 (運行中) - シュトゥーバイタール鉄道 (運行中) - アッヘンケーブルカー (運行中) |
| バングラデシュ   | 1830 km そのうち365 kmは、1676 mm軌間の三線軌条である。 |
| ベルギー         | - シャルルロワ・プレメトロ (運行中) - アントウェルペン市電 (運行中) - ヘント市電 (運行中) - ベルギー沿岸軌道(運行中) |
| ベナン           | 578 km ベナン鉄道（旧 ベナン・ニジェール鉄道輸送共同体） |
| ボリビア         | →詳細は「 ボリビアの鉄道 」を参照 |
| ブラジル         | 23489 km - ビトリア・ミナス鉄道を含む多くの貨物路線 (運行中) - Metrofor (運行中) - テレジーナメトロ (運行中) |
| ブルガリア       | - ソフィア市電 (運行中) |
| ブルキナファソ   | - アビジャン–ブルキナファソ鉄道 (運行中) |
| ミャンマー       | ビルマ鉄道 3200 km, ⼭岳鉄道 160 km |
| カンボジア       | 612 km |
| カメルーン       | 1104 km |
| チリ             | 2923 km - チリ国鉄（タルカ - コンスティトゥシオン支線、アンデス横断鉄道） - Ferronor（チリ国鉄の北部路線の保有を民営化して誕生） - アントファガスタ・ボリビア鉄道 - アリカ・ラパス鉄道（チリ国鉄の所有） - アンデス横断鉄道はチリとアルゼンチンのを結ぶ国際路線であり、国境部分にはラックレールが設置されているが、この部分は災害により長い間運行が休止され、実質的な廃止状態に。現在は両国とも国境手前までの運行。 |
| 中国             | - 昆河線 旧滇越鉄道（てんえつてつどう） (運行中) |
| クロアチア       | - ザグレブ市電 (運行中) - オシエク市電 (運行中) |
| チェコ           | スデテンランドにある他の都市と同様に、リベレツの路⾯電⾞は以前はメートルゲージであった。ただし、市内中⼼線は標準軌に改軌し、メーターゲージが残っている唯⼀の線は、リベレツとジャブロネツの間を結ぶ路⾯電⾞の13 km区間。 |
| フィンランド     | - ヘルシンキ市電 (運行中) |
| フランス         | 歴史的には多くの地⽅および地域の鉄道で使⽤されていたが、現在はそのうちの数本しか残っていない。 - コル・デ・モンテ線およびセルダーニュ線（運行中） - Salbris – ルセルマレ（運行中） - プロヴァンス鉄道（運行中） - コルシカ鉄道（運⾏中） - ピュイドドームラック鉄道（運行中） - リールトラム（運行中） - サンテティエンヌトラム（運行中） - フィニステール鉄道（運行中） - ソンム鉄道（運⾏）                       |
| ドイツ           | - ハルツ狭軌鉄道 - バイエルン・ツークシュピッツ鉄道 (運行中) - アウクスブルク市電（運行中） - ヴュルツブルク市電（運行中） - ウルム市電（運行中） - エッセン市電（運行中） - クレーフェルト市電（運行中） - ハルバーシュタット市電（運行中） - ブランデンブルク市電（運行中） |
| ギリシャ         | ペロポネソスのメーターゲージの鉄道網はヨーロッパで最大であったが、現在は改軌工事のため、大半の区間の営業が休止されており、パトラス都市圏のパトラス鉄道とオリンピア・カタコロ観光列⾞のみ運行 |
| インド           | - ニルギリ山岳鉄道 (運行中) |
| イラク           | メソポタミア鉄道 |
| イスラエル       | イスラエル鉄道・テルアビブ＝エルサレム線が開業時、メーターゲージであった。 |
| イタリア         | - トレント-マレ-マリレヴァ鉄道（運行中） - ジェノア・カセリャ鉄道（運行中） - チェントヴァッリ鉄道（運行中） - トリエステ＝オピチナ・トラム（運行中） - リッテン鉄道（運行中） - ラース-ラサ大理⽯採⽯場の鉄道（運行中） - ベルニナ線 |
| コートジボワール | - アビジャン–ブルキナファソ鉄道 (運行中) |
| ケニア           | ケニア鉄道 |
| ラオス           | タイ国鉄のラオス国内区間（3.5 km） |
| ラトビア         | - リエパーヤ市電 (運行中) |
| マダガスカル     | →詳細は「 マダガスカルの鉄道 」を参照 |
| マレーシア       | マレー鉄道とサバ州立鉄道 |
| マリ             | ダカール・ニジェール鉄道 |
| ニュージーランド | - ウェリントンケーブルカー (運行中) |
| ノルウェー       | - タムスハウン線 (運行中) - トロンハイム市電 (運行中) |
| パキスタン       | - ミルプールカースナワブシャー鉄道 (廃止） - ハイデラバード-ホクラパーラインの⽀線の⼀部 (標準軌に改軌) |
| ポーランド       | - 西ポモージェ狭軌鉄道 - ウッチ市電（郊外線を含む） (運行中) - ブィドゴシュチュ市電 (運行中） - エルブロンク市電 (運行中) - グルジョンツ市電 (運行中) |
| ポルトガル       | 数路線の山岳支線に存在していたが、1990年代にほとんどが廃止された。メーターゲージの路線同士は相互に接続されていなかったが、広軌（1668 mm）のポルトガル鉄道とは、共同駅や三線軌条によって接続していた。 - ミランデラライトレール - ヴォウガ鉄道 |
| ルーマニア       | - アラド市電 (運行中)） - ヤシ市電 (運行中) - シビウ市電 (運行中) |
| ロシア           | - カリーニングラード市電 (運行中) - ピャチゴルスク市電 (運行中) |
| セネガル         | ダカール・ニジェール鉄道 -1287 km（800マイル） |
| セルビア         | - ベオグラードトラム (運行中) |
| シンガポール     | - マレー鉄道のシンガポール延⻑部 |
| スロバキア       | - ブラチスラヴァ市電 (運行中) - タトラ電鉄線 - コシツェ子供歴史鉄道 (運行中) |
| スペイン         | - 旧スペイン狭軌鉄道 - バルセロナ地下鉄8号線 - カタルーニャ公営鉄道S4、S8、R5、R6号線 (運行中) - ビルバオメトロ（運⾏） - セルカニアス マドリードC-9号線 (運行中) - パルマメトロ（運⽤） - メトロバレンシア (運行中) - バレンシア公営鉄道 (運行中)） |
| スウェーデン     | - スカンセンケーブルカー (運行中) |
| スイス           | 多数の通勤路線、山岳路線、ラックレール路線、⻑距離路線、路⾯電⾞がある - アルブラ線 (運行中) - ベルニナ線（イタリア区間、世界遺産） (運行中) |
| タンザニア       | - タンザニア鉄道 約2,600 km（1067 mmから改軌） |
| タイ             | タイ国鉄 4346 km |
| トーゴ           | 568 km |
| トルコ           | - ブルトラムT3号線 (運行中) - エスキシェヒルトラム (運行中) - イスタンブールのトラム (運行中) |
| ウガンダ         | ウガンダ鉄道 |
| ウクライナ       | - リヴィウ市電 (運行中) - ヴィーンヌィツャ市電 (運行中) - ジトーミル市電 (運行中) |
| イギリス         | - ウォルサム鉄鉱⽯トラム - ウェリングバラトラム - ダヴィングトンライトレール - クリッヒトラム |
| アメリカ合衆国   | - シエラ製材会社の鉄道。1881年にカリフォルニア州ライオンズビルにアメリカスギの森を貫いて敷設されたメーターゲージの鉄道。3機の機関車を使用し、1907年まで運行した。 - レッドカー・トロリー（ディズニーカリフォルニアアドベンチャーパーク） (運行中) |
| ベトナム         | - ベトナム鉄道公社 |